# North Star, Ohio
North Star là một làng thuộc quận Darke, tiểu bang Ohio, Hoa Kỳ. Năm 2010, dân số của làng này là 236 người.

## Dân số
- Dân số năm 2000: 209 người.
- Dân số năm 2010: 236 người.